# Asterizam
 Ovo je glavno značenje pojma Asterizam. Za druga značenja pogledajte Asterizam (razdvojba).
Asterizam je u astronomiji naziv za prepoznatljivu prividnu skupinu zvijezda koja se ne ubraja u službena zviježđa. 
Najpoznatiji primjeri asterizama su Velika kola u Velikom medvjedu, Sjeverni križ u Labudu te Zimski šesterokut.